# Pelechuco
Pelechuco è un comune (municipio in spagnolo) della Bolivia nella provincia di Franz Tamayo (dipartimento di La Paz) con 5.468 abitanti (dato 2010).

## Cantoni
Il comune è suddiviso in 4 cantoni (popolazione 2001):
- Antaquilla de Copacabana - 964 abitanti
- Pelechuco - 2.756 abitanti
- Suches - 227 abitanti
- Ulla Ulla - 1.168 abitanti